# 로이 J. 글라우버
로이 제이 글라우버(영어: Roy Jay Glauber, 1925년 9월 1일 ~ 2018년 12월 26일)는 미국인 물리학자이다. 그는 하버드 대학교 물리학과의 말린크로트 교수이자 애리조나 대학교 광학과의 비상근 교수였다. 뉴욕에서 태어난 그는 2005년 존 홀과 테오도어 헨슈와 함께 노벨 물리학상을 3인 공동수상하였다. 수상 이유는 "그의 광학 결맞음에 관한 양자론적 공헌을 기리기 위해"서이다.
1963년에 발표된 이 논문에서, 그는 광검파의 모델을 창시하고, 여러 종류의 빛의 기본적인 성질을 설명하였다. 그의 이론은 양자광학에서 널리 이용된다.

## 생애
글라우버는 1925년에 뉴욕에서 태어났다.
그는 브로닉스 과학 고등학교의 1941년 졸업 멤버 중 한명으로, 그 후 하버드 대학교에서 학부 과정을 거쳤다. 그는 2학년 과정을 마친 후에 맨해튼 프로젝트에 소집되었는데 이때 그의 나이는 18살이었고, 이는 로스 앨러모스 연구소에서 가장 어린 나이였다. 그의 업무는 원자폭탄의 임계질량을 계산하는 일이었다. 로스 앨러모스에서 2년을 보낸 후, 그는 하버드로 돌아와 학사학위와 박사학위를 각각 1946년, 1949년에 받았다.
글라우버는 그의 연구로 큰 명예를 얻었는데, 필라델피아의 프랭클린 연구소에서 1985년 알버트 A. 마이켈슨 메달을, 미국 광학 협회에서 맥스 본 상을 수상하고, 1996년 미국 물리학 협회에서 'Dannie Heineman Prize for Mathematical Physics'를, 그리고 2005년 노벨 물리학상을 수상하였다. 2008년 4월 22일, 글라우버 교수는 스페인 마드리드에서 열린 세레모니에서 'Medalla de Oro del CSIC' ('CSIC's Gold Medal')를 받았다.
그는 현재 매사추세츠주의 알링턴에서 살고 있으며, 하버드 대학교 물리학과의 말린크로트 교수로 재직중이다. 2010년 4월 15일, 알링턴의 경찰이 글라우버의 자택에 침입한 것으로 추정되는 사람을 체포하였고 후에 무단 침입죄로 유죄판결을 내렸는데, 도난당한 것은 오직 글라우버의 노벨상의 복제품 뿐이었다.
글라우버에게는 아들과 딸이 한명 씩 있으며, 5명의 손주가 있다.

## 최근 업적
글라우버의 최근 연구는 여러 양자광학의 분야 - 넓게 말하자면, 빛과 물질간의 양자 전자 역학적 상호작용을 다루는-의 문제를 다루고있다. 또한 그는 강입자 충돌의 분석과, 고에너지 반응 생성 입자의 통계학적 상호관계 등의 고에너지 충돌 이론에 관한 몇몇 주제에 대해서 계속해서 연구중이다.

## 저서
- R. J. Glauber, Quantum Theory of Optical Coherence. Selected Papers and Lectures, Wiley-VCH, Weinheim 2007. (1963년부터 1999년까지 글라우버가 저술한 논문 중 그가 중요하다고 생각한 논문들의 모음)

## 이그 노벨상
그가 노벨상을 수상하기 전부터 그는 이그 노벨상 청중들에게 잘 알려져있었다. 그는 수상식에서 전통적으로 치러지는 바닥쓸기 세레모니를 "Keeper of the Broom"으로서 행해왔다. 안타깝게도, 2005년에는 그 역할을 수행하지 못했다.